# Pimiento de Florina
El Pimiento de Florina (griego: πιπεριά Φλωρίνης) es un pimiento cultivado en la región de Macedonia Occidental en el norte de Grecia, más específicamente en el área de Flórina; de donde obtiene su nombre. Tiene un color rojo profundo, y una forma similar al cuerno de una vaca. Inicialmente el pimiento tiene un color verde, que madura a rojo después del 15 de Agosto. El pimiento rojo es conocido en Grecia para su rico sabor dulce, utilizado en varios platos griegos y exportado en varias formas de envasado al extranjero, normalmente pelado a mano, manteniendo las fragancias naturales de pimienta y coronado con aceite de oliva virgen extra, sal y vinagre.

## Historia
La semilla se trajo de Brasil a la región en el siglo XVII, y fue cultivada por los lugareños en Florina, Prespes, Veroia, Aridaia, y Kozani pero solo en Florina su cultivación fue exitosa, donde se adaptó al clima y la tierra, y finalmente las otras regiones pararon de cultivar la pimienta, dejando a Florina como su único productor. El pimiento pertenece al género capsicum de la familia Solanaceae.  los pimientos rojos recibieron el reconocimiento de Denominación de Origen Protegida en 1994 por la Organización Mundial de Comercio (WTO).
Cada año durante los últimos días de agosto, en el pequeño pueblo de Aetos, Flórina se celebra una fiesta de pimientos, incluyendo celebraciones con bandas de música y comidas, basado en los pimientos que son visitantes.

## Cultivación
Una gran productividad y adaptación de la planta puede ser obtenida tierras con drenajes eficaces, ubicaciones soleadas y con poco viento para la proteger su rama y su sensible raíz. Las temperaturas más convenientes para su crecimiento están en el entorno de los 20° a 26° Grados Celsius durante el medio día y entre 14° a 16° Celsius durante la noche.
Su cosecha toma hasta 18 semanas, y madura a mediados de agosto. Un pimiento rojo de Florina de buena calidad debe brillante en color, grueso, firme y de sabor dulce. Su consumo debe ser evitado si se observan grietas o deterioro en su aspecto, los cuales son factores que reducen la calidad de los vegetales.

## Preparación y recetas
Los pimientos rojos de Florina son normalmente asados y rellenos con diferentes combinaciones de comidas,como pueden ser arroz, carne, gambas y feta queso. Estos pimientos dulces también son utilizados en salsas, ensaladas, pasta, recetas de carne o creando un paté con recetas tradicionales. También pueden ser secados, envasados, congelados y encurtidos, es usado normalmente como decoración de ensaladas griegas. Pueden ser asados, cortados y servidos como un aperitivo, añadiendo aceite de oliva, ajo y sal de mar. Una receta tradicional conocida de Grecia con pimientos rellenos es la Gemista.